# State Arboretum of Utah
El State Arboretum of Utah es un arboretum de 1500 acres de extensión en Salt Lake City, Utah.

## Localización
El State Arboretum of Utah está ubicado en el lado este del valle del Gran Lago Salado, a lo largo del campus de la Universidad de Utah en Salt Lake City, Utah, además de un emplazamiento suplementario de (147 acres) en el Red Butte Garden y Arboretum.  
Los terrenos del campus están abiertos al público todo el año. Sin embargo el invernadero solamente se puede visitar con previa reserva. 

## Historia
El "State Arboretum of Utah" fue creado por la Universidad de Utah en 1961 junto con un segundo arboretum del estado en la universidad de estado de Utah en Logan, con el fin de incrementar el conocimiento y el aprecio de los árboles y arbustos por parte de los ciudadanos americanos. 
Consiste en una plantación a través del campus de la universidad así como una extensión separada en el "Red Butte Anyon" también administrada por la Universidad de Utah.

## Colecciones
Actualmente contiene unos 8.000 árboles (300 especies y variedades, incluyendo unos 40 taxones de coníferas), y la colección de aceituna rusa (Elaeagnus angustifolia) que pasa por ser la más grande de los Estados Unidos. 
El invernadero del arboretum (1100 pies cuadrados) contiene unos 400 taxones exóticos. 
El Red Butte Garden y Arboretum contiene más de 300 grandes coníferas y una extensa colección de coníferas enanas (unos 75 taxones).